# Egyptens tjugofjärde dynasti
Egyptens tjugofjärde dynasti varade omkring 724-712 f.Kr. Dynastin räknas oftast till Tredje mellantiden i det forntida Egypten. Faraonerna av den tjugofjärde dynastin regerade från Sais i västra Nildeltat och delade makten över Egypten med den tjugoandra och tjugotredje dynastin.